# Ремі Раджі
Раджі, Ремі (справжнє ім'я Адеремі Раджі-Оєлад) — нігерійський поет, вчений, організатор різноманітних літературних подій та культурний активіст.

## Творчість
Перша збірка віршів поета, що вийшла під назвою «Врожай сміху» (1997), отримала національне і міжнародне визнання. Раджі є також автором таких поетичних збірок як: «Павутиння пам'яті» (2001), «Пісні на борту Шаттл Америка: поетичний гід — тур» * (2003), «Пісня кохання моїй забутій землі» (2005) та «Зберіть мою кров співучі ріки» (2009).
Вірші Ремі Раджі українською мовою перекладає харківська поетеса й перекладачка Ганна Яновська .

## Наукова діяльність
Був гостьовим професором Каліфорнійського та Кембриджського університетів, працював у Стокгольмі, також мав стипендію у Берліні. Ремі Раджі читав свої вірші у різних країнах Америки, Африки і Європи.
У вересні 2011 року автор відвідав Україну як гість Львівського міжнародного літературного фестивалю в рамках Форуму видавців у Львові.